# 日立市立多賀図書館
日立市立多賀図書館（ひたちしりつたがとしょかん）は、日立市末広町1-1-4にある日立市立図書館のひとつである。

令和3年度の統計によると、蔵書数は142,292冊（令和4年3月31日時点）、年間貸出数は231,798冊（令和3年度）となっている。

主な蔵書としては、一般図書が70,126冊、児童図書が61,961冊、郷土資料が5,636冊、視聴覚資料が4,569点（いずれも令和4年3月31日時点）所蔵している。

## 施設構造
- 日立市教育会館の1・2Fにある。
- 図書の利用は誰でもできる。
- 利用は無料である。

ここからは各フロア別で紹介する。

### 2F
2Fに主な施設がそろっている。
一般図書室・児童図書室
一般書・文庫本・幼児向け以外の児童書が置いてある。
カウンター・雑誌コーナーなど
貸し借りやAV資料（CD・DVDなど）・雑誌・新聞が置いてある。
小中学生調べ学習室・郷土資料室
借出は基本的に不可。
勉強が可能（飲食は禁止）。
小中学生が優先されるときがある。
参考資料室
借出は基本的に不可。
勉強が可能（飲食は禁止）。
優先などはない。

### 1F
2007年（平成19年）から整備が進めらている。
こども図書室
0歳 - 小学校低学年向きの本がおいてあり、カウンターもある。
授乳室もある。
おはなし広場「ふわふわ」
子供向きの大型本や紙芝居が置かれている。おはなし会が行われる。

### 建物概要
- 地上4階建（図書館部分は1・2階）[2]
- 延床面積：3025.26m2[1]

## 歴史
- 1970年（昭和45年）5月 - 開館[1]。
- 1981年（昭和56年）5月 - 現在の場所に移転[1]。

## 立地
JR常磐線の常陸多賀駅より北西へ徒歩10分の場所に位置し、周辺には多賀市民プラザ
（多賀市民会館・大久保交流センター・日立市役所多賀支所など）、多賀消防署、日立市立大久保小学校、多賀武道館などの公的施設がある。

図書館の専用駐車場はないため、隣接する市営末広町駐車場の利用が推奨されている。